# Comportamento di dipendenza
DipendenzaStato medico caratterizzato da ricerca compulsiva di stimoli gratificanti, nonostante le conseguenze negative
Comportamento di dipendenzaComportamento che è al tempo stesso gratificante e di rinforzo
Farmaco-dipendenzaFarmaco che è al tempo stesso gratificante e di rinforzo
TossicodipendenzaStato di adattamento associato a una sindrome di astinenza al momento della cessazione dell'esposizione ripetuta a uno stimolo (ad esempio, l'assunzione di farmaci)
Tolleranza inversa o sensibilizzazione al farmacoEffetto crescente di un farmaco derivante dalla somministrazione ripetuta a una data dose
Sindrome da astinenzaSintomi che si verificano al momento della cessazione del consumo ripetuto di sostanze
Dipendenza fisicaDipendenza che comprende i sintomi persistenti di astinenza fisica-somatico (ad esempio, la fatica e il delirium tremens)
Dipendenza psicologicaDipendenza che comprende i sintomi di astinenza emotivo-motivazionali (ad esempio, disforia e anedonia)
Stimoli rinforzoStimoli che aumentano la probabilità di comportamenti ripetuti associati loro
Stimoli gratificantiStimoli che il cervello interpreta come intrinsecamente positivo o come qualcosa a cui avvicinarsi
SensibilizzazioneRisposta aumentata a uno stimolo derivante dalla ripetuta esposizione a esso
Disturbo da uso di sostanzeCondizione in cui l'uso di sostanze porta a una compromissione funzionale significativa o disagio
TolleranzaDiminuzione dell'effetto di un farmaco dovuto alla somministrazione ripetuta a una data dose
Un comportamento di dipendenza (in inglese  o addictive behavior) è un comportamento, o uno stimolo relativo a un comportamento (ad esempio, il sesso o il cibo), che sia gratificante e di rinforzo, ed è associato con lo sviluppo di una dipendenza. Le dipendenze comprendono l’addictive behavior che è normalmente correlata a dipendenze comportamentali.

## Compulsione vs dipendenza
Le compulsioni e le dipendenze si intrecciano e la ricompensa è una delle maggiori differenze fra una dipendenza e una compulsione (come è sperimentato nel disturbo ossessivo-compulsivo). Una dipendenza è, per definizione, una forma di compulsione, ed entrambe dipendenze e compulsioni comportano l'apprendimento del rinforzo; tuttavia, nella dipendenza, il desiderio di usare una sostanza o farsi coinvolgere in un comportamento si basa sulla previsione che sarà gratificante (cioè comporta un rinforzo positivo). 
Al contrario, una persona che sperimenta una compulsione secondaria a un disturbo ossessivo-compulsivo non può percepire alcun premio nel seguire la compulsione. Spesso, si tratta di un modo di trattare con la parte ossessivo del disturbo, con una conseguente sensazione di sollievo (cioè, include anche il rinforzo negativo).
La stimolazione cerebrale profonda del nucleus accumbens, una regione del cervello coinvolta in modo importante nella dipendenza e nell'apprendimento per rinforzo, ha dimostrato di essere un trattamento efficace nel disturbo ossessivo compulsivo.